# 星链
星链（英語：Starlink）是太空服务公司SpaceX的一项透过近地轨道卫星群，提供覆盖全球的高速互联网接入服务。截至2023年10月5日，星链服务已可在六十三个国家和地区使用。
2015年，SpaceX首席执行官伊隆·马斯克在西雅图宣布推出一项太空高速互联网计划：星链计划。藉由远远超过传统卫星互联网的性能，以及不受地面基础设施限制的全球网路，星链可以为网路服务不可靠、费用昂贵或完全没有网络的位置提供高速互联网服务，另外也有可能结束当今世界存在的网络封锁。旨在为世界上的每一个人提供高速互联网服务。星链计划的宗旨是开发出“全球衛星互联网系统”，並能運用在例如火星等環境上，在太陽系內部署通信基礎建設。
2018年2月22日，SpaceX在美国加州范登堡空军基地成功发射了一枚猎鹰9号运载火箭，并将两颗小型实验通信卫星送入轨道，星链计划由此开启。2019年10月22日，SpaceX首席执行官伊隆·马斯克成功通過星链發送推特，並表示星链已能提供天基互联网服务。Starlink的目标是到2020年在美国北部和加拿大提供服务，到2021年将其服务范围扩大到接近全球。截至2023年2月，星链工程在轨卫星数量已超過3,500颗。同时，SpaceX还提出了第二代星链计划，该计划将依托SpaceX星艦发射并构成数量达29,988颗卫星的卫星星座。

## 发射
SpaceX计划在2020年代中期之前在三个轨道上部署接近12,000颗卫星：首先在550公里轨道部署约1,600颗卫星，然后是在1,150公里轨道部署约2,800颗Ku波段和Ka波段卫星，最后是在340公里轨道部署约7,500颗V波段卫星。整个计划预计需要约100亿美元的支出。

## 服務

### 套餐与价格
星链系统现已在全球多个国家和地区提供上网服务。

#### 普通版本
普通版本的月租费用为99美元，硬件费用为499美元。

#### Starlink Premium/Business
2022年2月，美国科技网站《The Verge》报道了星链新推出的Starlink Premium服务，该服务的月租为499美元，配套的硬件费用为2500美元，该服务提供的上行速度在150-500Mbps之间，延迟为20到40毫秒。但现今该项服务或被Starlink Business服务所取代，据星链官网的介绍，Starlink Business可提供全天候、恶劣气象环境下的通讯保障，下行速度为150-350Mbps，延迟为20至40毫秒。

#### Starlink RV
2022年5月，星链推出了用于房车等专为喜欢公路旅行或露营的用户而设计的Starlink RV服务，该服务的月租为135美元，配套的硬件费用为599美元。目前该服务的覆盖范围为美国南部、澳大利亚南部、欧洲南部等地区，并预计于2023年第一季度覆盖全球的大部分国家和地区。该服务的下行速度为5至100Mbps，但星链会将网络资源优先调配给应用于固定住所的星链客户。

#### Starlink Maritime
2022年7月，SpaceX开始推广星链的海上应用场景和配套的Starlink Maritime服务，该服务的月租为5000美元，配套的硬件费用为1万美元，该服务的流量不受限制，下行速度为100到350Mbps，上行速度为20到40Mbps，但该服务的网络延迟较普通星链服务高，为99毫秒。

#### Starshield
2022年12月初，SpaceX成立基於Starlink的國防服務，僅提供政治實體使用。其主要提供三種服務分別為：地球觀測、通訊網路和託管酬載。
2023年9月27日與美國軍方簽約，將會提供陸軍、海軍、空軍和海岸警衛隊等多個軍事單位使用，美國國防部擁有以及掌控合約中的網路。

### 提供服务的国家
| #  | 洲     | 国家           | 推出时间                           | 备注                                                                  |
| -- | ------ | -------------- | ---------------------------------- | --------------------------------------------------------------------- |
| 1  | 北美洲 | 美国           | 2020年8月限定测试， 2020年11月公测 |                                                                       |
| 2  | 北美洲 | 加拿大         | 2021年1月                          |                                                                       |
| 3  | 欧洲   | 英国           | 2021年1月                          |                                                                       |
| 4  | 欧洲   | 德国           | 2021年3月                          |                                                                       |
| 5  | 大洋洲 | 新西兰         | 2021年4月                          |                                                                       |
| 6  | 大洋洲 |                | 2021年4月                          |                                                                       |
| 7  | 欧洲   | 法國           | 2021年5月                          |                                                                       |
| 8  | 欧洲   | 奥地利         | 2021年5月                          |                                                                       |
| 9  | 欧洲   | 荷蘭           | 2021年5月                          |                                                                       |
| 10 | 欧洲   | 比利时         | 2021年5月                          |                                                                       |
| 11 | 欧洲   | 愛爾蘭         | 2021年4月限定测试， 2021年7月公测  |                                                                       |
| 12 | 欧洲   | 丹麦           | 2021年7月                          |                                                                       |
| 13 | 南美洲 | 智利           | 2021年7月限定测试， 2021年9月公测  |                                                                       |
| 14 | 欧洲   | 葡萄牙         | 2021年8月                          |                                                                       |
| 15 | 欧洲   | 瑞士           | 2021年8月                          |                                                                       |
| 16 | 欧洲   | 波蘭           | 2021年9月                          |                                                                       |
| 17 | 欧洲   | 義大利         | 2021年9月                          |                                                                       |
| 18 | 欧洲   | 捷克           | 2021年9月                          |                                                                       |
| 19 | 北美洲 | 墨西哥         | 2021年11月                         |                                                                       |
| 20 | 欧洲   |                | 2021年11月                         |                                                                       |
| 21 | 欧洲   | 瑞典           | 2021年11月                         |                                                                       |
| 22 | 欧洲   | 立陶宛         | 2021年12月                         |                                                                       |
| 23 | 欧洲   | 西班牙         | 2022年1月                          |                                                                       |
| 24 | 欧洲   | 斯洛伐克       | 2022年1月                          |                                                                       |
| 25 | 欧洲   | 斯洛維尼亞     | 2022年1月                          |                                                                       |
| 26 | 大洋洲 |                | 2022年2月                          | 紧急授权，2022年汤加海底火山喷发后一个月，地面站在其邻国斐濟设立6个月 |
| 27 | 欧洲   | 保加利亚       | 2022年2月                          |                                                                       |
| 28 | 南美洲 | 巴西           | 2022年2月                          |                                                                       |
| 29 | 欧洲   | 乌克兰         | 2022年2月                          | 紧急授权，作为俄羅斯入侵烏克蘭的回应                                  |
| 30 | 欧洲   | 羅馬尼亞       | 2022年4月                          |                                                                       |
| 31 | 欧洲   | 希腊           | 2022年4月                          |                                                                       |
| 32 | 欧洲   | 拉脫維亞       | 2022年4月                          |                                                                       |
| 33 | 欧洲   | 匈牙利         | 2022年5月                          |                                                                       |
| 34 | 欧洲   | 北馬其頓       | 2022年6月                          |                                                                       |
| 35 | 欧洲   | 盧森堡         | 2022年7月                          |                                                                       |
| 36 | 北美洲 |                | 2022年7月                          |                                                                       |
| 37 | 欧洲   | 摩尔多瓦       | 2022年8月                          |                                                                       |
| 38 | 欧洲   | 爱沙尼亚       | 2022年8月                          |                                                                       |
| 39 | 南美洲 | 哥伦比亚       | 2022年8月                          |                                                                       |
| 40 | 欧洲   | 挪威           | 2022年8月                          |                                                                       |
| 41 | 欧洲   | 馬爾他         | 2022年9月                          |                                                                       |
| 42 | 亚洲   | 伊朗           | 2022年9月                          | 緊急授權，作為伊朗頭巾示威的回應；首個允許使用星鏈的專制國家          |
| 43 | 亚洲   | 日本           | 2022年10月                         |                                                                       |
| 44 | 北美洲 | 牙买加         | 2022年10月                         |                                                                       |
| 45 | 欧洲   | 芬兰           | 2022年11月                         |                                                                       |
| 45 | 南美洲 | 秘魯           | 2023年1月                          |                                                                       |
| 46 | 非洲   | 奈及利亞       | 2023年1月                          |                                                                       |
| 47 | 南美洲 | 哥伦比亚       | 2023年1月                          |                                                                       |
| 48 | 欧洲   | 冰島           | 2023年2月                          |                                                                       |
| 49 | 非洲   | 卢旺达         | 2023年2月                          |                                                                       |
| 50 | 亚洲   | 菲律賓         | 2023年2月                          | 东南亚第一个提供星链服务的国家                                        |
| 51 | 北美洲 | 海地           | 2023年3月                          |                                                                       |
| 52 | 南美洲 |                | 2023年3月                          |                                                                       |
| 53 | 北美洲 | 薩爾瓦多       | 2023年4月                          |                                                                       |
| 54 | 北美洲 | 巴拿马         | 2023年5月                          |                                                                       |
| 55 | 非洲   | 莫桑比克       | 2023年6月                          |                                                                       |
| 56 | 南美洲 | 千里達及托巴哥 | 2023年6月                          |                                                                       |
| 57 | 欧洲   | 賽普勒斯       | 2023年7月                          |                                                                       |
| 58 | 北美洲 |                | 2023年7月                          |                                                                       |
| 59 | 非洲   |                | 2023年7月                          |                                                                       |
| 60 | 亚洲   | 马来西亚       | 2023年7月                          |                                                                       |
| 61 | 非洲   | 马拉维         | 2023年7月                          |                                                                       |
| 62 | 北美洲 | 巴哈马         | 2023年8月                          |                                                                       |
| 63 | 非洲   | 尚比亞         | 2023年10月                         |                                                                       |

### 台灣與星鏈
根據報導，中華電信於2022年初已針對星鏈和SpaceX進行交流，然而數位發展部在2022年10月25日通過「衛星固定通信頻率核配事項」規定「申請人須為電信事業，且其董事長應有中華民國國籍。外資持股不得超過49%，直接及間接持股不得超過60%，且不得有陸資投資」。與SpaceX的純外資背景不合而正式破局。

### 全球寬頻互聯網
SpaceX旨在為地球上欠缺互聯網服務的地區提供寬頻上網，並為城市地區提供價格優惠的服務。該公司表示，出售衛星互聯網服務所產生的現金流將是資助其火星計劃的必要條件。
2015年初，兩名太空企業家在同一周宣布了互聯網衛星投資。除了SpaceX首席執行官伊隆·馬斯克（Elon Musk）宣布該項目（後來稱為Starlink）外，串行企業家理查·布蘭森宣布對OneWeb進行投資，OneWeb是一個類似的衛星網路計畫，擁有大約700顆計劃中的衛星，它們已經為其廣播頻譜購買了通信頻率許可證。
在先前的衛星對消費者太空冒險失敗之後，衛星行業顧問羅傑·魯施（Roger Rusch）在2015年表示：“從中成功開展業務的可能性很小。”馬斯克公開承認這種商業現實，並在2015年中期表示，在努力開發這種技術上複雜的太空通信系統的同時，他希望避免過度擴張公司，並表示正在對他們的發展速度進行衡量。儘管如此，2017年2月洩露的內部文件表明，SpaceX預計到2025年其衛星星座的收入將超過300億美元，而其發射業務的收入預計將在同年達到50億美元。
2015年2月，金融分析師對已建立的地球同步軌道通信衛星車隊運營商提出質疑，他們打算如何應對SpaceX和OneWeb LEO通信衛星的競爭威脅。十月份，SpaceX總裁格温·肖特韦尔表示，儘管發展仍在繼續，但長期部署可運行衛星網絡的商業案例仍處於早期階段。
2015年，法院文件顯示SpaceX與無線芯片製造商Broadcom進行了合作。隨後有五名關鍵工程師離開，加入了SpaceX，導致Broadcom提起訴訟，指控SpaceX“竊取了我們的顶级人才”。3月，奧蘭治縣的一名法官拒絕了Broadcom的多重限制令請求。
隨著2019年運營星座中前60顆衛星的首次發射，SpaceX表示該星座需要420顆衛星才能實現對地球的小面積寬頻網路覆蓋，而第一個1,600顆中需要780顆才能提供中等覆蓋率。
2022年12月，Starlink訂閱用戶首次突破100萬，2023年9月訂閱用戶達到200萬，2024年5月訂閱用戶達到300萬，2024年9月訂閱用戶達到400萬。[][]

#### 支持移动载具端上网
2021年8月，SpaceX向美国联邦通讯委员会提交申请，以获得在汽车、卡车、飞机、船舶等移动载具上部署星链网络的授权。2022年3月，伊隆·马斯克表示星链支持了移动漫游，用户可以通过汽车点烟器为星链设备供电，并在移动车辆上保持信号。2022年4月25日，夏威夷航空公司宣布自己是首家与星链达成协议的主要航空公司，并预计于2023年为空客A330和A321neo飞机以及未来的波音787-9机队安装星链硬件设备，为顾客提供免费的星链上网服务。
2022年6月30日，联邦通讯委员会批准并授权了SpaceX的这一系列申请。同年7月SpaceX开始推广用于海上船舶使用的可为客户提供350 Mbps下行速度的Starlink Maritime服务，同时，Starlink表示该服务将于2023年第一个季度时覆盖全球的海洋区域。

### 火星計划
從長遠來看，SpaceX打算開發和部署一個版本的衛星通信系統以供火星使用。

## 技术

### 终端

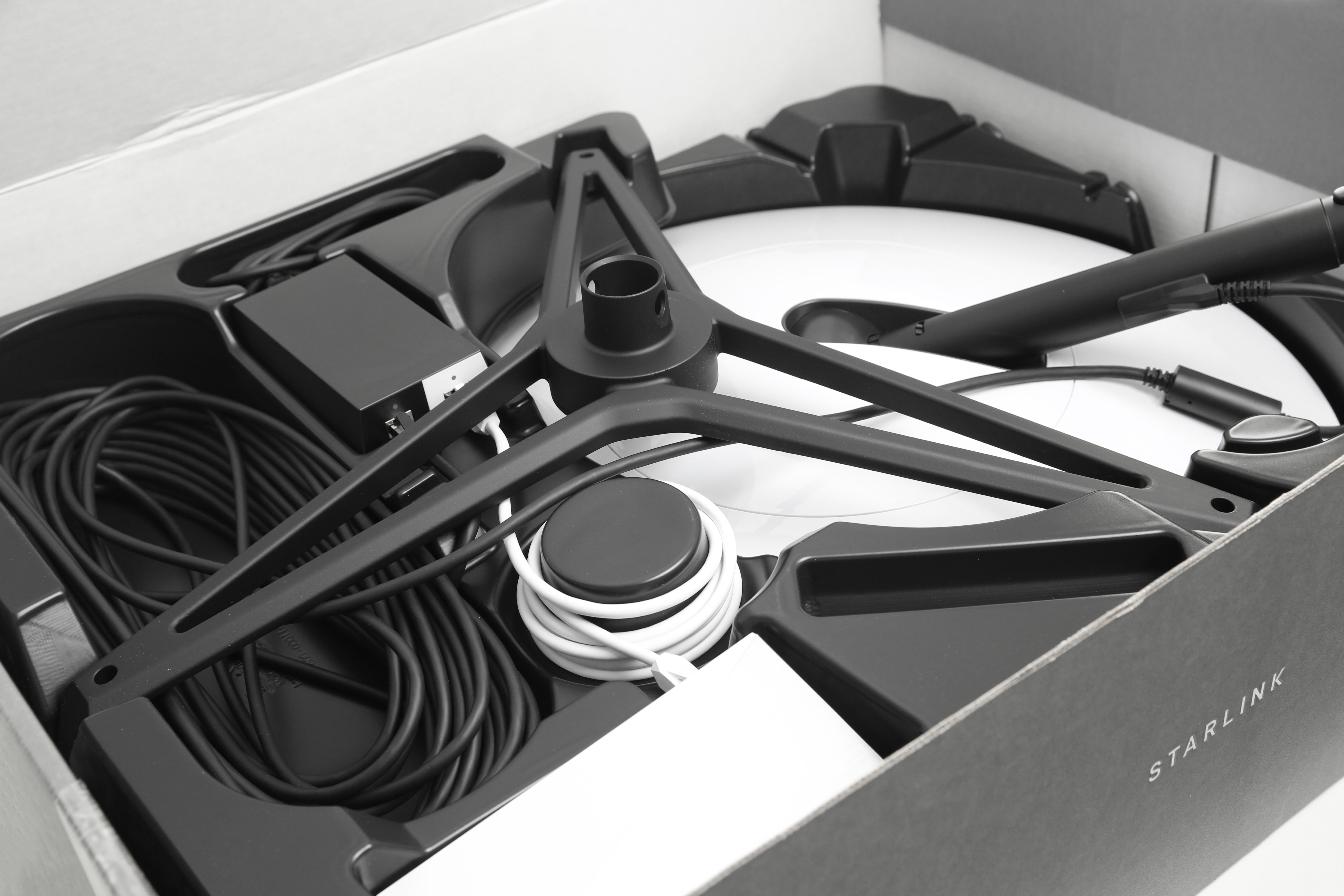
2021年所推出的早期型小飛碟包裝，後來新版天線改為長方形。

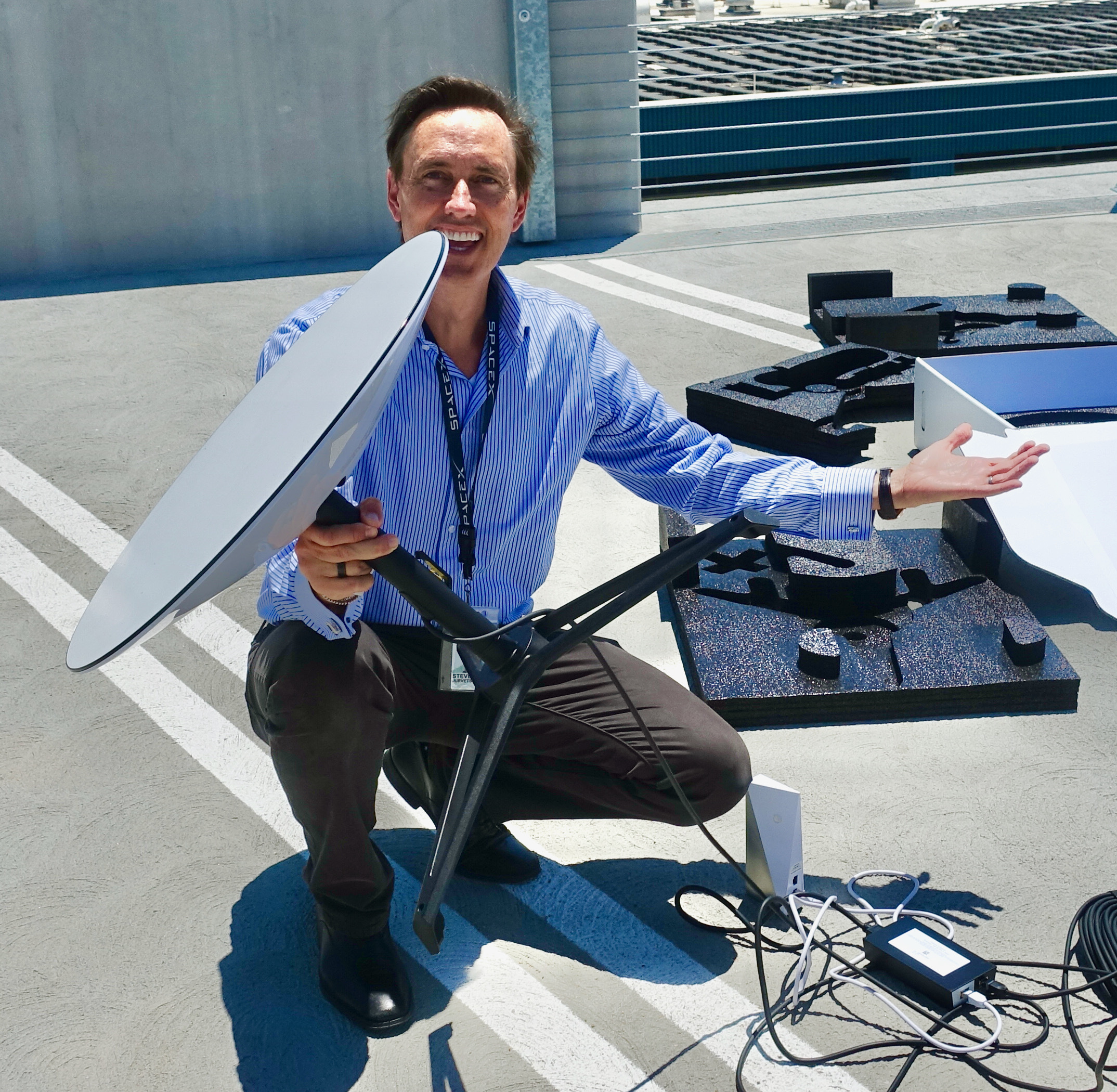
SpaceX主管展示組裝起來的樣子.

2020年6月，天线的照片首次出现在互联网上，马斯克早些时候的声明，即终端看起来像一个"小飞碟"。星链终端有马达，可以自我调整最佳角度来观察天空"。他們把這塊相控陣天線命名為「性感仔麥克塌面」。
该系统不直接从其卫星连接到手机（像铱星、全球星、Thuraya和Inmarsat的網路）。相反，它首先与披萨盒大小的用户终端相连，有馬達負責跟踪衛星的位置，再連接到手機、平板、筆記本電腦上，这些雷達寬度55公分，表面是六面型佈局的相控阵陣列，而個別天線是長得像鐵十字的小金屬銅片，這個系統使用了總共1260個小天线，而透過增益技術，效果可倍增到3500倍左右，由32個控制單元協同（第一代），可在一定範圍內調整信號射出方向，不過他無法同時收發信號，只能用TDMA方式傳輸，并以64 QAM（正交振幅調變）的方式處理卫星的信號。
终端可以安装在任何地方，只要能看到天空。而且，这包括快速移动的物体，如高速火车等都能連線。指向性不定的船舶，例如在海面上搖晃的物體，也可以對準連線，在2020年9月，SpaceX公司就申请在其10艘船上放置终端，期望在未来进入海运市场。
2020年10月，SpaceX在美国推出了名为"Better Than Nothing Beta"的付费测试服务，对用户终端收费499美元，预计服务"在未来几个月内达到50Mbps到150Mbps，延迟从20毫秒到40毫秒"。2021年1月起，付费测试服务扩展到其他國家
該系統還有一个更高性能版本的天线，可用于Starlink Business更快的企業級服务。另外也與T-Mobile合作，計畫改成蜂窩網路版本，可以在範圍內提供手機移動上網。

### 轨道设计与状态
| 阶段 | 组别    | 轨道圈层             | 轨道圈层 | 轨道平面 | 轨道平面 | 轨道平面  | 完成日期           | 完成日期           | 部署卫星            | 部署卫星                 |
| 阶段 | 组别    | 高度 （km）          | 卫星     | 倾角     | 数量     | 每条 轨道 | 半程               | 全程               | 活跃 2022年10月10日 | 失效/脱轨 2022年10月10日 |
| ---- | ------- | -------------------- | -------- | -------- | -------- | --------- | ------------------ | ------------------ | ------------------- | ------------------------ |
| 1    | Group 1 | 550 km（340 mi）     | 1725     | 53.0°    | 72       | 22–23     | 2022年8月1日       | 2027年3月（计划）  | 1469                | 256                      |
| 1    | Group 4 | 540 km（340 mi）     | 1584     | 53.2°    | 72       | 22        | 2022年8月1日       | 2027年3月（计划）  | 1411                | 65                       |
| 1    | Group 2 | 570 km（350 mi）     | 720      | 70°      | 36       | 20        | 2022年8月1日       | 2027年3月（计划）  | 50                  | 1                        |
| 1    | Group 3 | 560 km（350 mi）     | 348      | 97.6°    | 6        | 58        | 2022年8月1日       | 2027年3月（计划）  | 187                 | 10                       |
| 1    | Group 5 | 560 km（350 mi）     | 172      | 97.6°    | 4        | 43        | 2022年8月1日       | 2027年3月（计划）  | 0                   |                          |
| 2    |         | 335.9 km（208.7 mi） | 2493     | 42.0°    |          |           | 2024年11月（计划） | 2027年11月（计划） | 0                   |                          |
| 2    |         | 340.8 km（211.8 mi） | 2478     | 48.0°    |          |           | 2024年11月（计划） | 2027年11月（计划） | 0                   |                          |
| 2    |         | 345.6 km（214.7 mi） | 2547     | 53.0°    |          |           | 2024年11月（计划） | 2027年11月（计划） | 0                   |                          |

### 卫星修订版
两颗试验卫星被称作Tintin A/B。在2015年6月宣布之时，SpaceX已宣布计划在2016年发射头两枚示范卫星，但随后将目标日期移到了2018年。
2019年5月发射的60颗Starlink v0.9卫星：
- 具有多个高通量天线和单个太阳能电池阵列的平板设计。
- 采用霍尔效应推进器。
- Star tracker 导航系统，用于精确定位。
- 能够使用美国国防部提供的碎片数据来自主避免碰撞。
- 95％的部件将在地球大气层中燃烧掉。
- 质量：227千克（500磅）。

2019年11月发射的60颗Starlink v1.0卫星
- 100％的部件将在地球大气层中燃烧掉。
- 质量：227千克（500磅）。
- 添加了Ka波段。
- 編號為1130的衛星或稱為DarkSat的反照率降低。

自2021年1月24日发射的Starlink v1.5卫星
- 添加雷射星間通信系統[134]。
- 质量：295千克（650磅）。

2022年發佈的Starlink v2.0計劃
- 质量：約1,250千克（2,760磅）[135]。
- 長度：約7米（23呎）[136]。

## 爭議

### 環境

#### 光污染

##### 2019年
因担心光污染，天文學界對計劃中的大量衛星提出了批評。天文學家稱，可見衛星的數量將超過可見星的數量，並且它們在光學和無線電波長上的亮度都會嚴重影響科學觀測。由於星链衛星可以自主改變其軌道，因此無法安排觀測時間來避開它們。國際天文學聯合會（IAU）和美国国家射电天文台（NRAO）發表了正式聲明，對此事表示關注。
SpaceX代表和馬斯克稱，衛星將產生最小的影響。許多專業天文學家對Starlink v0.9衛星在首次發射後（從運載火箭上部署後不久）的初步觀察提出了异议。在後來于Twitter上的聲明中，馬斯克表示，SpaceX將致力減少衛星的反照率，並將在必要時為天文實驗提供按需方向調整。

##### 2020年
2020年3月20日的報告指出，只有一顆Starlink衛星（編號1130-Darksat）有減少其反照率的實驗塗層，但減小的幅度非常微小，g頻譜的星等僅減小了0.8等。
2020年4月17日，SpaceX 在 FCC 提交的文件中寫道，它將測試減輕光污染的新方法，並為天文學家提供衛星追蹤資料，以「更好地協調他們的觀測與我們的衛星」。
2020年4月27日，馬斯克宣佈公司將推出新的遮陽罩，旨在降低星鏈衛星的亮度。 截至2020年10月15日截至2020年10月15日，超過200顆星鏈衛星配備了遮陽罩。2020 年 10 月的一項分析發現，它們僅比 DarkSat 稍微暗一些。 2021 年 1 月的一項研究顯示亮度為原始設計的 31%。

##### 2023年
2023年1月，SpaceX 與美國國家科學基金會達成協議，同意減少星鏈衛星對天文界的傷害，例如將衛星降低到肉眼看不見的亮度、移除當衛星經過天文台時所發射的的雷射器等措施。
2023年2月發射了第一批第二代(V2)星鏈衛星。這些衛星被稱為「V2 Mini」，因為它們比稍後將出現的全尺寸第二代星鏈還要小。SpaceX對第二代使用了減光措施，包括使用鏡面將太陽光反射回太空，並且將太陽能板動態調整方向，以便地面上的觀察者只看到其暗面。根據2023年6月發表的一項觀測研究，儘管「V2 Mini」比第一代星鏈大四倍，但在最終的「減光軌道」(brightness-mitigated)中只有第一代亮度的19%。在抵達該軌道之前，「V2 Mini」會比原來亮12倍。
对此，前国立自然科学博物館館長孫維新認為，天文觀測時常需要長時間曝光以獲得資料，馬斯克的聲明及作為無濟於事。

#### 垃圾与碰撞
对于人們對將數千顆衛星放置在軌道上产生長期垃圾危險的擔憂，SpaceX通过降低計劃中的衛星軌道做了部分缓解。失效衛星预期在幾年內脫離軌道。然而，碰撞的風險不可忽略，儘管伊隆·馬斯克（Elon Musk）願意按需調整衛星方向，但SpaceX在计划早期並未移動幾乎快與歐洲衛星相撞的衛星。
根据联合国和平利用外层空间委员会2021年12月披露的一份文件，中国常驻联合国维也纳代表团在2021年12月初向联合国秘书长提交普通照会，表示星链卫星在这一年先后两次接近天宫空间站，为此天宫空间站于当年7月1日和10月21日两次实行紧急避碰操作。不過美方否认星链卫星两次危及中国空间站，随后中方對美國的表態表示不滿。

### 國際市場關係

#### 美國聯邦募資
星鏈計畫在2021年二月遇到了阻礙。全國偏鄉電氣合作協會（NRECA）向美國聯邦通信委員會（FCC）施壓，要求對SpaceX與其他寬頻業者運營的一些補助計畫進行「積極的、強勢的以及全面的」審查。 SpaceX 獲得了8.86億美元的預算批准，在35州的642,925個地區提供服務，作為偏鄉數位機會基金補助款 (RDOF)的一部分。
偏鄉電氣合作協會批評這種預算分配方式，因為星鏈計畫提供的服務範圍包括紐約哈林區，以及紐華克自由國際機場和邁阿密國際機場的網路服務，而這些地區並不算是偏鄉。而且，星鏈計畫會使用聯邦通委會的補助款建立基礎建設，無論使用者是否要求使用有接受補助的服務項目。 此外，偏鄉電氣合作協會執行長吉姆‧曼森（Jim Matheson）對星鏈計畫與該組織一起獲得補助一事表達不滿，他認為星鏈技術還沒有成熟到可以請領補助的程度。星鏈計畫最為人詬病的缺點就是它仍在測試階段，且是一項尚未被證實可行的技術。

### 印度政府審批
2021年11月初，星鏈在印度登記營業項目，並開始廣告宣傳。根據印度政府說法，调查星鏈已開始預售網路服務的案子。11月底，印度政府提醒民眾，勿訂購使用該服務，因為其尚未取得在印度的營運執照。

### 中國大陆防火長城
2018年2月22日當发射了两颗测试卫星後，环球时报主编胡锡进说，防火墙早晚会因通信技术的发展而失效。意味着中华人民共和国政府应逐渐减轻依赖，一旦决口后果将不堪设想。但這樣的說法在加州州立大学多明格斯山分校信息系统学教授拉里·普雷斯（Larry Press）眼里，可能性基本为零。其表示根據星链的原理，用戶端要在屋頂上收發信號，設備很容易被發現。而其次中华人民共和国有能力攻擊這些衛星，很難想象SpaceX公司會冒這種風險，毕竟星链終究是考慮營運成本的設備供應商。若談妥向中国大陸發射訊號並收取網費，那也肯定是經過北京所控制的地面站伺服。
俄罗斯总统普京曾请求马斯克避免在台湾上空启动星链服务以此向中共中央总书记习近平示好。

### 2022俄烏戰爭介入

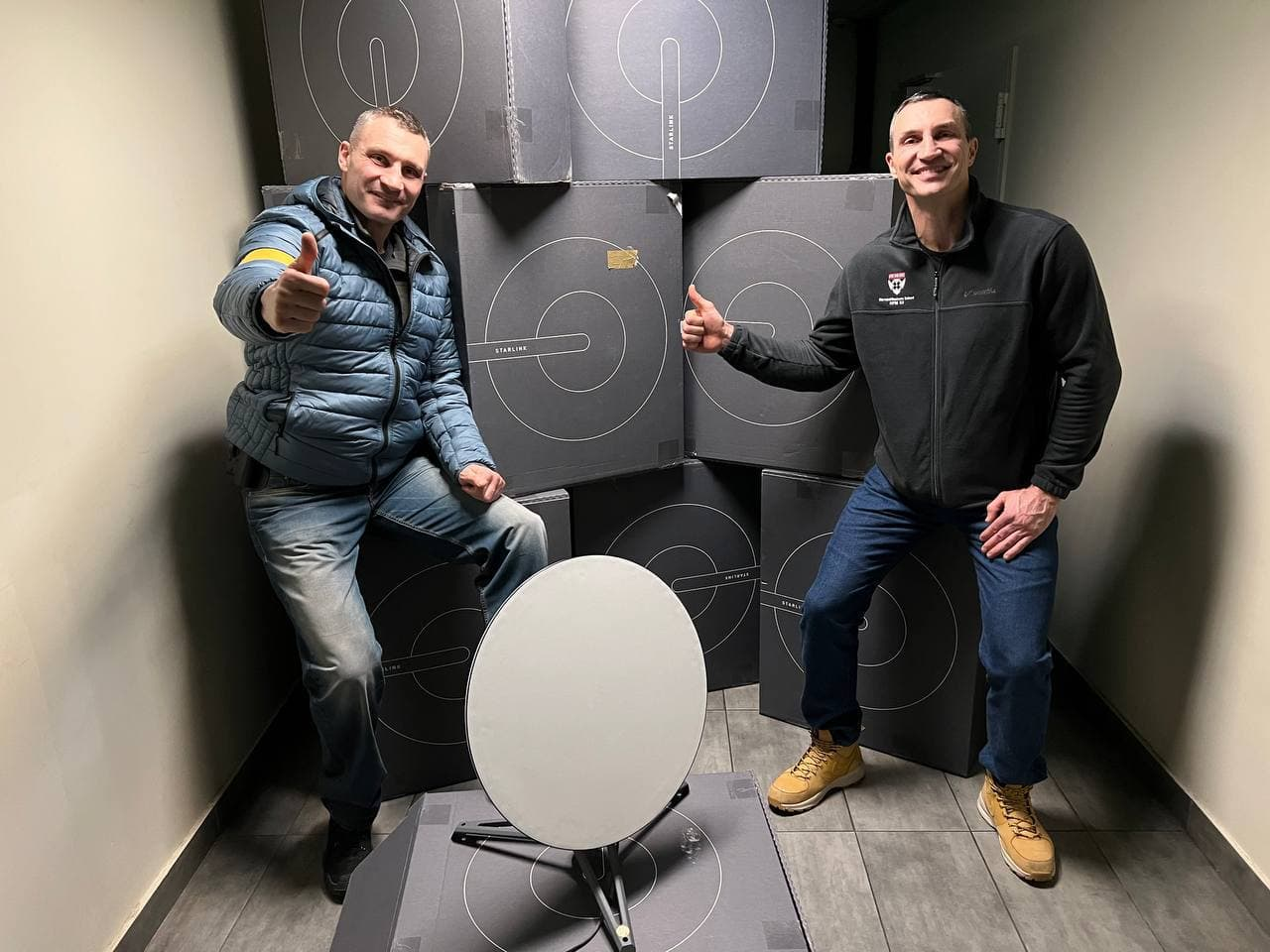
基辅市长与其兄弟检视发放给士兵的通讯模组

俄乌战争爆发前夕，前线获得了星鏈的幫助，這使得烏克蘭在情报與宣傳战上獲得優勢，并在组织抵抗俄軍上發揮了重要作用。乌军還利用星链操控无人机、无人艇打击俄军。马斯克也证实星鏈系統被当做攻击目标。
2022年9月，馬斯克拒绝激活克里米亚地区星链卫星通信服务，致使乌克兰未能成功偷袭俄罗斯黑海舰队。10月14日，馬斯克在Twitter發出多篇帖文說，公司無法無限期資助烏克蘭的星鏈網絡服務。他說，公司已花費8000萬美元維持星鏈網絡在烏克蘭運作，預計到今年底，費用將超過1億美元。早前有美國傳媒報道，馬斯克要求美國五角大樓支付烏克蘭的星鏈服務費用。报道中也提到，美国、法国、波兰的政府有购买或赠送这些星链设备和服务给乌克兰使用。之后马斯克又不再要求付款，表示已提供烏克蘭25300台終端設備，其中只有10630台有收服務費，除外，欧盟也正在考虑为乌克兰的星链服务支付费用。与此同时，10月馬斯克在接受金融時報訪問時，承認其在為烏克蘭提供星鏈服務時，有收到來自中華人民共和國政府的施壓——中华人民共和国當局除了明確不歡迎他在烏克蘭提供星鏈網絡，也要求他承諾不會也向中國大陆境內提供同一服務。不過，中华人民共和国軍方似乎極為重視，深入研究星鏈對戰爭的革命性突破，該系統其抗干擾以及安裝方便，也被其他國家的軍事分析人員讚譽。
儘管如此，馬斯克在2023年的更新中，限制了星鏈跟軍用系統連接，SpaceX總裁兼營運長格溫·肖特威爾在接受採訪時表示SpaceX 正在為烏克蘭提供星鏈服務，用於人道主義應用，甚至一些通用的軍事通信也是可以接受的。「我們知道軍方正在使用它們進行通信，這沒關係。但我們的目的絕不是讓他們將其用於進攻目的」。 在星鏈的服務條款中也標示不可用於軍用，因為其將會受到美國出口管制法律（如：國際武器貿易條例）的約束。

### 伊朗取締星鏈
2025年6月30日，伊朗宣佈禁止在伊朗境内运营、销售或拥有星链設備。

## 與星鏈相似的服務或競爭者
- OneWeb衛星群（英语：OneWeb_satellite_constellation）：在2020年開始運行的衛星群發射計畫。[183]
- 柯伊伯系統公司：由亞馬遜的子公司 Kuiper Systems 提供的低空衛星網路計畫。[184]
- 国网星座：由中国国资委投资的佈局中國網路市場的衛星網路計畫。
- 千帆星座：由中国上海市投资的佈局中國網路市場的衛星網路計畫。
- Viasat（英语：Viasat_(American_company)）：一家在美國營運的寬頻衛星業者，提供的服務包括固網、地面行動網路，以及空降天線。
- O3b（英语：O3b）：中地球軌道(MEO)衛星群，負責提供電信業者的網路服務。目前只涵蓋赤道地區。
- 銥衛星：於1998年11月開始服務。

## 外部連結
- FCC FORM 442 - FEDERAL COMMUNICATIONS COMMISSION APPLICATION FOR NEW OR MODIFIED RADIO STATION UNDER PART 5 OF FCC RULES - EXPERIMENTAL RADIO SERVICE （页面存档备份，存于）, SpaceX, 29 May 2015 application for communications spectrum allocation for technology development and testing flights beginning as early as 2015.
- 星链官方網站 （页面存档备份，存于）
- 星链卫星位置 （页面存档备份，存于）
- 今晚看卫星 （页面存档备份，存于）预告星链卫星过境时间